# 米尼亞河 (立陶宛)

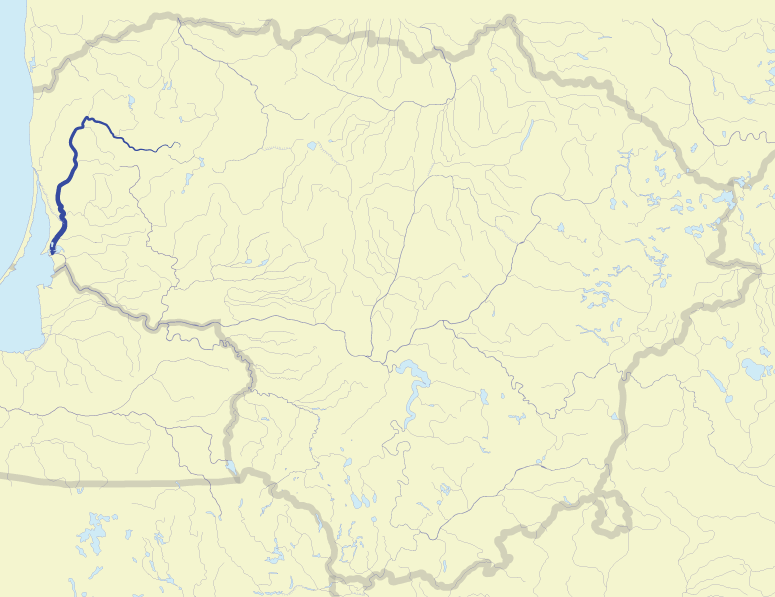

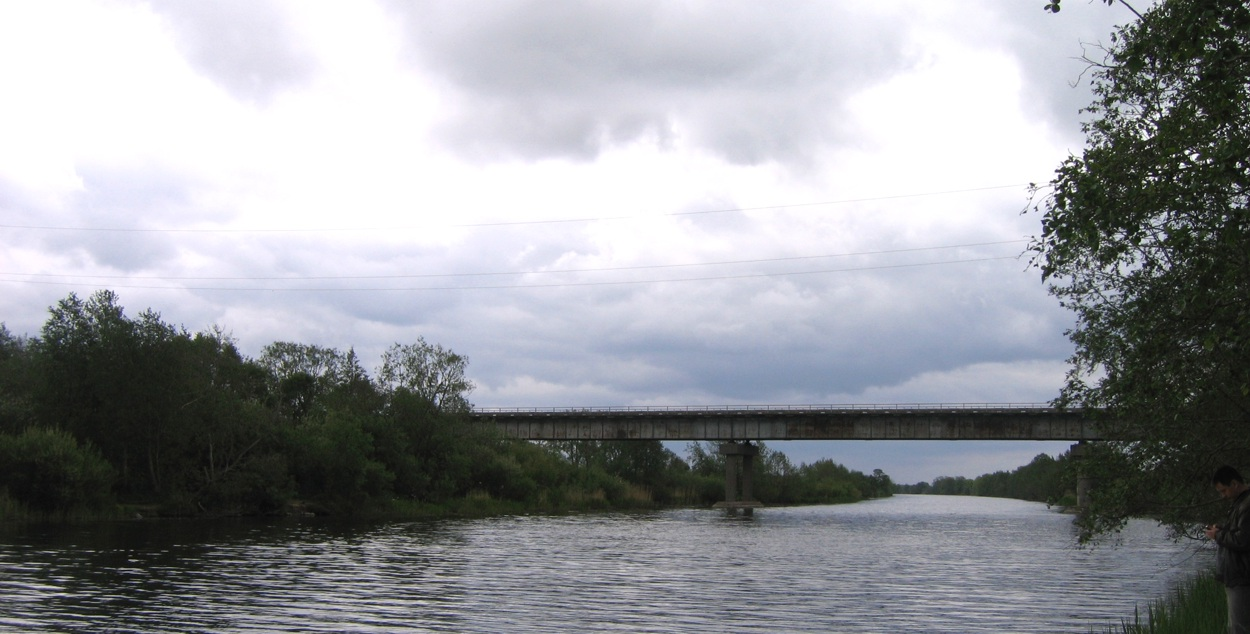

米尼亞河是立陶宛的河流，位於該國西部，是尼曼河的右支流，河道全長202公里，流域面積2,978平方公里，發源自特爾希艾以南14公里，河水主要來自雨水、融雪和地下水。
55°21′N 21°17′E / 55.350°N 21.283°E